# Fridolin von Senger und Etterlin
Fridolin Rudolf Theodor Ritter und Edler von Senger und Etterlin, anche noto semplicemente come Frido von Senger und Etterlin (Waldshut, 4 settembre 1891 – Friburgo in Brisgovia, 9 gennaio 1963), è stato un generale tedesco.
Ufficiale preparato e capace della Wehrmacht, di religione cattolica e distaccato dal regime nazista, esercitò importanti funzioni di comando durante la seconda guerra mondiale, dimostrandosi comandante tenace e abile durante la battaglia di Stalingrado e soprattutto durante la campagna d'Italia dove ebbe la responsabilità del settore di Cassino che difese con successo respingendo con gravi perdite i ripetuti attacchi alleati.

## Biografia

### I primi anni
Von Senger nacque a Waldshut, nella regione del Baden-Württemberg, discendente di una nobile famiglia che nel XVII secolo si era trasferita da Bamberga nel territorio tra la foresta Nera e il lago di Costanza. Durante il periodo di ricostruzione e riorganizzazione successivo alle guerre napoleoniche i suoi antenati persero ogni proprietà e si dedicarono al mestiere di avvocati o funzionari di stato, il che fece radicare il senso dello Stato nella famiglia, che attraverso il padre divenne molto forte in Frido von Senger. Allo stesso modo, apprese dalla madre che proveniva da una ricca famiglia borghese la stretta osservanza della religione cattolica, che influì molto nella sua visione di onore e lealtà di un soldato, valori che per lui erano concepibili solo in termini di etica cristiana e non in base al principio di cieca obbedienza che verrà poi promulgato dal nazionalsocialismo.
Dopo un anno di servizio militare obbligatorio in un reggimento d'artiglieria del Baden, nel 1912 iniziò gli studi all'università di Oxford, dove arrivò come studente della fondazione Rhodes. Per due anni studiò storia e diverse altre materie nel collegio di St. John, ampliando notevolmente la sua visione del mondo fino ad allora strettamente legata all'epoca guglielmina. In quel periodo l'idea di intraprendere la carriera militare non venne nemmeno contemplata dal giovane von Senger, il quale sperava di poter continuare gli studi dell'arte e della lingua inglese e francese per poter integrarsi al meglio nella società cosmopolita europea. I suoi piani vennero interrotti nel 1914 dallo scoppio della prima guerra mondiale, durante la quale dovette prestare servizio con il grado iniziale di sottotenente sul fronte occidentale. Durante la guerra perse il fratello nella battaglia di Cambrai nel 1917, e nel 1918 divenne ufficiale d'ordinanza del XIV Corpo della riserva.

### Il primo dopoguerra
Finita la guerra partecipò ad una spedizione in Sassonia, sul confine orientale della Germania, con lo scopo di contenere una possibile espansione all'interno della neonata Repubblica di Weimar del bolscevismo che stava imperversando ad oriente. Il 2 dicembre 1919 von Senger sposò Hilda Margarethe von Kracht, figlia di un generale prussiano di antica discendenza brandeburghese, e grazie alle conoscenze della moglie riuscì ad entrare in contatto con l'aristocrazia prussiana, una forza politica che ebbe grande importanza nel periodo interbellico.
La guerra fece naufragare i progetti di von Senger di continuare gli studi, e, distrutto ancora una volta il capitale di famiglia, accettò di rimanere nella Reichswehr come ufficiale regolare, il che implicò il suo trasferimento dal suo incarico nella riserva alla scuola di equitazione di Hannover come artigliere della cavalleria per circa due anni. Dal 1921 al 1932 fu un ufficiale inferiore al servizio del 18º Reggimento di cavalleria a Stoccarda, nel quale servì sotto il comando di brillanti ufficiali quali Maximilian von Weichs e Leo Geyr von Schweppenburg, due ufficiali entrambi contrari al regime di Hitler. Col grado di maggiore di brigata divenne quindi aiutante del 3º Reggimento di cavalleria, ma non fu mai membro dello stato maggiore generale; infatti, sebbene avesse superato l'esame di ammissione negli anni venti, era allora troppo anziano per seguirne i corsi. Nel 1934 partecipò alle esercitazioni sotto il comando del generale Erwin von Witzleben, durante le quali venne per la prima volta definito il concetto di cavalleria meccanizzata. 
La salita al potere del regime nazista inizialmente non suscitò particolare interesse nell'opinione pubblica, ma gli omicidi dei generali von Schleicher e von Bredow rivelarono ben presto a von Senger la vera anima arrogante e totalitaria del regime, e l'affare Röhm mise in evidenza la natura intollerante e omicida esistente anche all'interno dell'esercito tra i rappresentanti più fanatici del nazismo. Dal 1934 al 1938 von Senger divenne, per volere dell'Oberkommando des Heeres (OKH) a Berlino, capo di stato maggiore dell'ispettorato di cavalleria, e dovette seguire da vicino la modernizzazione e la meccanizzazione dell'arma di cavalleria.
Von Senger si schierò contro i sostenitori della teoria inglese soprannominata «All Tank» secondo cui il carro armato doveva essere presente in tutte le fasi della guerra. La sua esperienza bellica lo convinse, invece, del fatto che il successo di una battaglia dipendeva soprattutto dall'azione definitiva della fanteria, e a tal proposito nel 1941, richiamato all'ispettorato di cavalleria scrisse: «Il vero problema della fanteria motorizzata e dei carri armati è il fatto che hanno un valore limitato nell'attacco, in quanto sono un bersaglio troppo facile per la difesa. [...] Ogni arma deve essere preparata sia alla difesa sia all'attacco e deve essere in grado di passare da una all'altro come spesso viene richiesto in guerra. Su questo argomento la fanteria meccanizzata è l'arma principale e i carri armati un'arma di supporto».
Sostenne pertanto la formazione di quattro divisioni di cavalleria chiamate «leggere», ciascuna composta da cinque battaglioni motorizzati che dovevano eseguire i compiti precedentemente assegnati ai corpi di cavalleria ed erano in massima parte formati da reggimenti di cavalleria. I panzergrenadier, o fanteria meccanizzata, derivano infatti, in Germania dalla cavalleria, in Gran Bretagna dalla fanteria.
Nel 1938 Adolf Hitler ordinò la creazione di una nuova specialità per l'esercito tedesco sotto il diretto controllo del generale Heinz Guderian, conosciuta con il nome di Schnelle Truppen (letteralmente "truppe veloci"), composte da tre elementi della divisione corazzata: carri armati, unità controcarri e da ricognizione con reparti di fanteria presi da battaglioni motorizzati delle divisioni corazzate e dai vecchi reggimenti di cavalleria, che formavano i reparti appiedati. A proposito delle Schnelle Truppen von Senger ebbe un giudizio non troppo entusiasta; considerava infatti non del tutto positiva la meccanizzazione massiccia dell'esercito tedesco, l'eterogeneità di queste nuove unità lasciava in disparte la fanteria e la cavalleria, e secondo von Senger, questa era una perdita e non un vantaggio per l'esercito.
Nello stesso anno von Senger venne designato comandante reggimentale del 3º Reggimento di cavalleria a Gottinga, in tempo di pace inquadrato nel LX Corpo d'armata, con il ruolo di fornire sette battaglioni divisionali da ricognizione per le divisioni di fanteria del corpo d'armata in caso di mobilitazione. La sua cultura, la conoscenza dei classici e della lingua italiana gli permisero in quel periodo di pace di venire a contatto con un gran numero di amici e ammiratori, soprattutto nella cerchia di ufficiali che intimamente rifiutavano il nazismo, tra i quali scelse il barone von Cramm per la nomina di ufficiale politico nazionalsocialista, e nominò nel suo stato maggiore il generale Hans Oster. Von Senger apprezzava molto il contributo di subalterni antinazisti, in particolare riponeva molta fiducia e amicizia in Ernst-Günther Baade, a quel tempo comandante di uno squadrone di cavalleria del 3º Reggimento, che in seguito passò alla 90ª Divisione Panzergrenadier, dove collaborerà con von Senger durante il periodo della campagna d'Italia.

### La seconda guerra mondiale

#### La campagna a occidente
Il 1º marzo 1939 von Senger venne promosso Oberst, ma lo scoppio della guerra non lo coinvolse direttamente, infatti non prese parte alla campagna di Polonia, e il suo 3º Reggimento venne ripartito tra le varie divisioni al fronte. Von Senger assunse così il comando del 22º Reggimento di cavalleria, che andò a rinforzare l'unica divisione di cavalleria ancora esistente nell'esercito, la 1. Kavallerie-Division, schierata al confine coi Paesi Bassi. Dopo alcune settimane von Senger subentrò al suo comandante di brigata, generale barone Rudolf von Waldenfels, deceduto improvvisamente mentre i reparti si stavano schierando in vista dell'inizio degli scontri sul fronte occidentale. La divisione venne inquadrata a seguito del gruppo d'armate A di Gerd von Rundstedt e durante il maggio 1940 avanzò a tergo delle divisioni corazzate attraverso i Paesi Bassi e poi in Francia attraverso Mons, Valenciennes, Douai e Lens, nei territori in cui tra il 1914 e il 1918 fu impegnato lo stesso von Senger, e che conosceva bene.
Giunti a Cambrai, per volere del generale Fedor von Bock fu creato il reparto motorizzato Brigade von Senger, che ebbe il compito di proteggere il fianco sinistro del corpo corazzato di Hermann Hoth (Panzergruppe Hoth) che aveva sfondato in direzione di Rouen. Da Rouen la brigata fu incaricata di avanzare verso Le Havre per impedire alle truppe francesi ivi accerchiate di passare la Senna e mettersi in salvo, ma la brigata arrivò troppo tardi e a von Senger non rimase altro compito che quello di bonificare le strade dalle mine, assicurare l'ordine pubblico e predisporre le sue forze per la successiva avanzata verso Vimoutiers. 
Qui la brigata ricevette l'ordine di avanzare verso Condé-sur-Vire, in un territorio ancora occupato dal nemico, prospettando a von Senger la necessità di ingaggiare per la prima volta in modo deciso il nemico. Fino a Falaise l'avanzata si svolse senza ostacoli, ma il 18 giugno von Senger ricevette l'ordine dal comandante della 7ª Divisione corazzata, Erwin Rommel, di attaccare Cherbourg partendo da Valognes. La divisione di Rommel non era ancora riuscita a spezzare la resistenza francese, così la brigata di von Senger fu incaricata di attaccare al mattino del 19, aggirando Cherbourg da sud e attaccando la città da est, per poi puntare verso il mare. La brigata fu duramente impegnata e dovette utilizzare per la prima volta durante la campagna l'armamento pesante, ma in poche ore la resistenza francese cessò e von Senger entrò in città anticipando Rommel, dove gli venne consegnata la piazzaforte, il porto e il presidio di Cherbourg dal comandante del presidio francese. La campagna di Francia era ormai agli sgoccioli e il comando di brigata ricevette l'ordine di stabilirsi a Martinvast. Appena dopo l'armistizio von Senger assunse il comando del governo civile del dipartimento dell'Ille-et-Vilaine, che mantenne fino al luglio 1940 quando venne richiamato dalla Francia per stabilire il collegamento fra la commissione d'armistizio franco-tedesca e quella italo-francese, la cui sede era a Torino.
Secondo von Senger la disfatta della Francia ebbe due conseguenze: aumentò la fiducia nel regime dei tedeschi non impegnati al fronte e in secondo luogo gli avversari di Hitler si resero conto che solo una sconfitta militare avrebbe potuto distruggerlo. Agli occhi dei tedeschi Hitler venne dipinto come uno stratega geniale, che con un'abile diplomazia aveva evitato la guerra su due fronti, riscattando così la disfatta del 1918, ma von Senger era cosciente che gli Alleati non erano guidati da un dittatore che non doveva rendere conto a nessuno, bensì dovevano rendere conto ai loro popoli a cui non avrebbero potuto imporre un'altra sanguinosa guerra come quella del 1914-1918. Allo stesso tempo però si rese conto che la tattica dello sfondamento in profondità aveva permesso alle forze corazzate di occupare in brevissimo tempo un paese e spezzare la resistenza di una grande potenza, ma esponeva gli occupanti al grosso problema di controllo e protezione di migliaia di chilometri di coste, che richiedeva uno sforzo e una dispersione di truppe enorme. Ma Hitler non pensava che la Gran Bretagna avrebbe dichiarato guerra alla Germania, per cui il problema di organizzare tali difese non era stato contemplato fino in fondo, e quando la dichiarazione di guerra arrivò, il Führer ne rimase sconvolto e disorientato. Secondo von Senger il dittatore non aveva considerato il fatto che i governi democratici agivano in base alla volontà del proprio popolo, così le previsioni del dittatore tedesco fallirono perché considerava gli altri popoli e governi alla stregua di quello tedesco, e pertanto estendeva il trattamento primitivo che riservava al proprio popolo, anche alle relazioni con gli altri popoli.

#### La commissione d'armistizio in Italia
Quando arrivò in Italia nel luglio 1940 von Senger aveva già visitato il paese in diverse occasioni e aveva imparato la lingua, per cui divenne l'uomo ideale per trattare e comunicare con l'alleato fascista. La sua attività in seno alla commissione d'armistizio permise a von Senger di conoscere meglio la mentalità e la qualità degli ufficiali italiani, tra i quali il suo presidente, generale Pietro Pintor, considerato il migliore dopo Badoglio. Con grande spirito di osservazione e grazie alla sua ottima cultura, von Senger osservò fin da subito le enormi differenze tra i due regimi alleati; Mussolini al contrario di Hitler aveva dovuto cooperare con la monarchia sabauda, che aveva una grande influenza su buona parte della popolazione e su molti rappresentanti delle alte sfere militari, e in Italia questa classe non era radicalmente esclusa dal potere come in Germania. A tal proposito a von Senger non sfuggì il fatto che molti generali criticavano la politica estera di Mussolini, e avevano seguito con molta preoccupazione la campagna tedesca in Polonia. Notò inoltre che i generali italiani avevano temuto di venire coinvolti in un conflitto che sapevano di non poter combattere, e allo stesso tempo sapevano che se l'Italia non fosse entrata in guerra sarebbe stata trattata dall'alleato alla stregua di una potenza di second'ordine. Durante il suo soggiorno in Italia von Senger si accorse che, come in Germania, la prudenza dei comandanti più accorti venne presto abbandonata per far posto all'entusiasmo della popolazione e alla cecità dei rappresentanti militari e politici seguaci del regime.
Durante il periodo a Torino von Senger spedì regolari relazioni alla commissione d'armistizio a Wiesbaden, che poi le avrebbe selezionate e inviate a Berlino, e si recò regolarmente a Roma dove mantenne i contatti con l'addetto militare generale von Rintelen e altri diplomatici. In questo periodo di circa due anni, von Senger poté osservare in prima persona le enormi incrinature nell'alleanza; secondo von Senger l'Italia finì inesorabilmente risucchiata nel vortice del nazionalsocialismo, e le disfatte militari subite, la crescente influenza del partito sullo Stato e la sempre maggiore dipendenza di Mussolini verso Hitler contribuirono all'inevitabile disintegrazione dell'Asse. Le iniziali vittorie tedesche nascosero questi fattori, ma il tentativo mussoliniano di una "guerra parallela" si arenò molto presto e von Senger percepì subito che i problemi poc'anzi elencati, andavano ora a evidenziare il fatto che le due potenze non riuscirono a coordinare la loro condotta di guerra, e tutto ciò si tradusse nel totale sgretolamento dell'indipendenza italiana. Le continue disfatte italiane in Africa e in Grecia costrinsero Hitler ad inviare cospicue forze a sostegno degli italiani, i quali si accorsero ben presto di aver perso peso anche nel teatro del Mediterraneo, che Mussolini considerava "proprio", e da qui nacquero ulteriori disguidi tra i comandi militari tedeschi e italiani. Rommel in Africa prendeva ordini solo dal comando supremo tedesco, scavalcando il comandante in capo italiano, e questa situazione creò non pochi problemi dato che gli italiani accusarono un duro colpo sia per le sconfitte sia perché il predominio dei tedeschi nei territori italiani aveva tolto ad essi prestigio.
Von Senger capì che l'atmosfera in seno alla commissione d'armistizio rifletteva perfettamente la situazione militare dell'Asse, e la commissione tedesca si interessò sempre di più all'ex avversaria, la Francia, che non all'Italia. La perdita di prestigio nel Mediterraneo fece riconoscere a Hitler il bisogno di altri aiuti in Europa, così consolidò i rapporti con la Francia perché poteva sfruttarne completamente le industrie e perché poteva utilizzare le forze del governo di Vichy per difendere i mari e le coste del Marocco e dell'Algeria.
Durante il 1942 Mussolini, in un tentativo di recuperare il prestigio perso, tentò di riavvicinarsi alla Francia chiedendo di poter utilizzare le basi navali tunisine per le truppe in Nordafrica. Anche in questo caso fu però anticipato dalla decisione di Hitler di inviare in Italia cospicue forze aeree sotto il comando del feldmaresciallo Albert Kesselring, che poterono coprire efficacemente i convogli dell'Asse diretti a rinforzare l'Afrikakorps, permettendo a Rommel di sferrare la sua offensiva. Quindi i tedeschi si concentrarono nuovamente verso la Russia, e Hitler concesse a Mussolini il permesso di inviare un corpo di spedizione con la speranza di cancellare l'impressione di dipendere dai tedeschi. Il prezzo pagato dal regime fascista durante la campagna italiana di Russia si rivelò alla fine troppo alto, e si risolse in una tragedia che andò a peggiorare l'impressione dell'opinione pubblica italiana nei confronti della guerra e del regime. Von Senger durante l'estate del 1942 si rese conto che ormai il fascismo era succube di Hitler e non poteva più fare marcia indietro. L'essenza stessa di un regime totalitario impediva di governare e parlare agli uomini capaci, e questo secondo von Senger fu per l'Italia «la sua tragedia, la tragedia del suo popolo» che aveva «imparato ad amare» e per cui era costretto a «fungere da intermediario nella sua infausta alleanza con Hitler».

#### Sul fronte orientale
Nelle sue memorie von Senger non fa riferimento a come apprese la notizia dell'attacco all'Unione Sovietica, anche se presumibilmente ne rimase all'oscuro fino all'ultimo momento dato che il 2 giugno 1941, appena venti giorni prima l'inizio delle ostilità, von Senger scrisse a suo figlio una lettera in cui riteneva che non ci fosse la prospettiva di ulteriori battaglie su nessun fronte; previde piuttosto un'estensione del potere dell'Asse nell'Europa sud-orientale e nel Vicino Oriente. In questo era forse vittima della disinformazione e della propaganda tedesca, secondo la quale le forze in Nordafrica era pronte ad avanzare verso levante, mentre l'Unione Sovietica sarebbe rimasta a guardare.
Con l'inizio delle ostilità in Russia von Senger si disse amareggiato di non essere entrato in azione fin da subito, ma i primi successi dell'operazione Barbarossa non gli impedì di esprimere i propri dubbi e le proprie considerazioni sulla guerra ad oriente. Nell'estate 1941 annotò che i grandi vuoti tra le unità corazzate attaccanti e la fanteria più lenta creava problemi di uniformità nel fronte e nelle vie di collegamento, facendo tornare alla luce i vecchi problemi da lui riscontrati della necessità di meccanizzazione della fanteria, trascurata per l'eccessiva attenzione data all'utilizzo dei carri armati. La disfatta alle porte di Mosca e la successiva campagna diretta ai pozzi petroliferi oltre il Caucaso trasformarono i vecchi dubbi di von Senger circa la possibilità di una vittoria ad oriente in una certezza, e personalmente si disse convinto che la sconfitta militare sarebbe stata la soluzione migliore per il popolo tedesco. Ma le sue convinzioni sull'esito della campagna non gli impedirono di sentire «il prepotente bisogno di parteciparvi». Dopo un breve periodo in cui fu chiamato al comando di una divisione corazzata nell'Artois per delle esercitazioni, nell'autunno 1942 von Senger raggiunse il comando della 2ª Armata corazzata a Orël, dove il generale d'armata Rudolf Schmidt gli diede il comando della famosa 17ª Divisione panzer posizionata a sud-est di Orël; fu questo per von Senger l'inizio della guerra vera.
Nel dicembre 1942 la 17ª Divisione panzer venne posta sotto il comando della 4ª Armata corazzata del generale Hoth, intenta a liberare la 6ª Armata tedesca accerchiata a Stalingrado. Dopo gli iniziali successi del LVII Panzekorps composto dalla 6ª e dalla 23ª Panzer-Division, il 17 dicembre anche la divisione di von Senger venne chiamata in azione con il compito di raggiungere di sorpresa la località di Generalov e creare una testa di ponte oltre il fiume Aksaj, per alleggerire la pressione sulla 6ª Divisione che combatteva più a est.
Durante i primi giorni di combattimento la 17ª Divisione avanzò lentamente verso il fiume Myškova, non senza pesanti scontri contro le formazioni corazzate sovietiche come ad esempio a Verchnij Kumskij, dove le tre divisioni corazzate tedesche furono fortemente ostacolate dal 4º Corpo meccanizzato russo. Il 20 dicembre le forze tedesche di von Senger raggiunsero la località di Niž Kumskij sulle rive della Myškova con l'obiettivo di creare una testa di ponte che gli avrebbe consentito di portarsi a circa 30 chilometri da Stalingrado, ma a quel punto la situazione si fece molto critica. I ripetuti contrattacchi sovietici a Niž Kumskij e Gromoslavka poco più a est spezzarono inesorabilmente la resistenza delle truppe tedesche molto provate da giorni di accaniti scontri e a corto di uomini e mezzi, fino a quando l'arrivo di notevoli rinforzi russi costrinse von Senger e tutto il corpo corazzato a ripiegare lasciando la 6ª Armata al proprio destino. Dal 26 dicembre iniziò quindi una vera e propria battaglia per la sopravvivenza, dove la debole 23ª Divisione era stata aggirata da est e la 17ª Divisione più a est era a contatto con forze rumene che ben presto si dileguarono lasciando anche il fianco ovest esposto al nemico. Le due formazioni si ritirarono fino a Kotel'nikovo dove difesero la testa di ponte duramente attaccata per consentire alle proprie forze di raggrupparsi per proseguire la ritirata che riprese il 28 dicembre lungo la rotabile che condusse i tedeschi a Kuberle. In questa località tra il 2 e il 7 gennaio le forze tedesche furono duramente impegnate per contenere le avanguardie sovietiche, ma la situazione si stabilizzò con l'arrivo di una divisione corazzata delle SS e la 16ª Divisione di fanteria motorizzata, che consentirono il 5 gennaio a von Senger di spostare la sua formazione a nord dove i sovietici stavano cercando di superare l'ala del corpo d'armata nello spazio indifeso tra il Sal e il Don.
La 17ª Divisione, rinvigorita da numerosi rinforzi e da cinquanta carri nuovi, alle 5 del mattino del 5 gennaio attaccò di sorpresa le forze nemiche che furono costrette a sospendere l'attacco per mettersi sulla difensiva, consentendo a von Senger di poter utilizzare al meglio la propria divisione utilizzando i carri in piccoli sortite offensive con lo scopo di rinforzare la difesa. La difesa mobile consentì a von Senger, come a tutta la 4ª Armata corazzata, di ristabilire la situazione sul fronte e consentire il rientro dell'armata del Caucaso, e nel febbraio del 1943 la 17ª Divisione fu chiamata a partecipare al contrattacco di Erich von Manstein, tra i fiumi Dnepr e Donec, che stabilizzò lo scacchiere meridionale del fronte orientale.
Durante gli ultimi giorni del ripiegamento la 17ª Divisione oltrepassò il Don e raggiunse Stalino dove poté riposare e passare sotto il comando della 1ª Armata corazzata. A nord-est l'avversario aveva operato uno sfondamento nello spazio della 19ª Divisione corazzata e la 17ª ricevette l'ordine di contrattaccare. Von Senger e la sua unità vennero quindi spostati per attaccare Niktorovka, che venne assalita il 19 febbraio, e l'impeto dell'attacco consentì a von Senger di avanzare oltre ed entrare a Černuchino. Da lì la divisione venne spostata, e il 23 febbraio si era posizionata intorno a Petropavlovska dove formò una testa di ponte rivolta a nord. Von Senger sapeva che ora la situazione era poco chiara, e tramite i pochi collegamenti radio con il comando del XLVIII Corpo corazzato dal quale ora dipendeva, capì che i sovietici stavano avanzando in direzione Dnepropetrovsk minacciando da nord la ritirata tedesca dopo aver interrotto la linea ferroviaria Char'kov-Dnepropetrovsk. Nella notte fra il 23 e il 24 febbraio la 17ª Divisione fu mandata all'attacco in direzione nord-est verso Varchnjaja Samara che veniva segnalata come occupata dal nemico.
Ormai l'attacco offensivo sovietico aveva perso vigore un po' su tutto il fronte per cui l'attacco di von Senger ebbe un insperato successo, e per sfruttare il vantaggio von Senger decise di continuare la spinta offensiva lanciando i suoi corazzati oltre il fiume Samara, raggiungendo prima Dobrovol'e poi Aleksandrovka e infine raggiungendo la rotabile tra Barbalatovo e Staraja Blisnezi. Lungo questa rotabile lo stesso von Senger riporta che «si scatenò una selvaggia lotta» dove i russi cercarono in ogni modo di impedire al nemico la conquista della rotabile e della ferrovia che vi correva parallela, ma senza successo. Per la prima volta dopo mesi la ritirata tedesca si era trasformata in un inseguimento e von Senger sfruttò l'occasione per avanzare ancora fino a Fëdorovka nonostante il rischio di lasciare scoperti i fianchi delle sue linee ormai molto allungate. La località fu conquistata il 27 febbraio creando grossi grattacapi al nemico che lamentò grosse perdite e parecchi prigionieri tra le file della 51ª Brigata corazzata e della 10ª Brigata fucilieri. A questo punto la divisione manovrò tra Macebilovka e il Donec, senza riuscire mai ad entrare in contatto col nemico, così nel pomeriggio von Senger decise di puntare su Petrovskaja, e durante l'avanzata ebbe la possibilità di tagliare la strada al nemico che si stava ritirando, facendo centinaia di prigionieri. Di lì la 17ª Divisione raggiunse il Donec e l'inseguimento cessò anche perché il superamento del fiume non era nei piani dei comandi superiori; il contrattacco di von Manstein si era temporaneamente fermato, ma la lotta riprese nel mese di marzo quando infuriarono molte battaglie per la conquista e il controllo delle numerose teste di ponte a sud del Donec. Durante i giorni di lotta si rivelò l'insufficiente potenziale offensivo delle divisioni tedesche di fanteria che non disponevano di carri armati a sufficienza; von Senger in questo frangente influenzò fortemente il comando del LVII Corpo corazzato in cui ora era inserito, impedendo di distribuire alle divisioni di fanteria i carri armati perché era cosciente che mettere a disposizione i preziosi carri a comandanti non pratici avrebbe portato a perdite evitabili e dannose. Propose invece di abituare gradualmente la truppa e gli ufficiali a prendere contatto con i mezzi corazzati facendo partecipare le nuove unità ad attacchi delle unità già temprate dalla lotta, ma dopo settimane di combattimento a metà giugno von Senger venne convocato in Germania per ricevere suo malgrado un nuovo compito lontano dalla sua 17ª Divisione a cui era ormai molto legato.

#### Ufficiale di collegamento in Sicilia

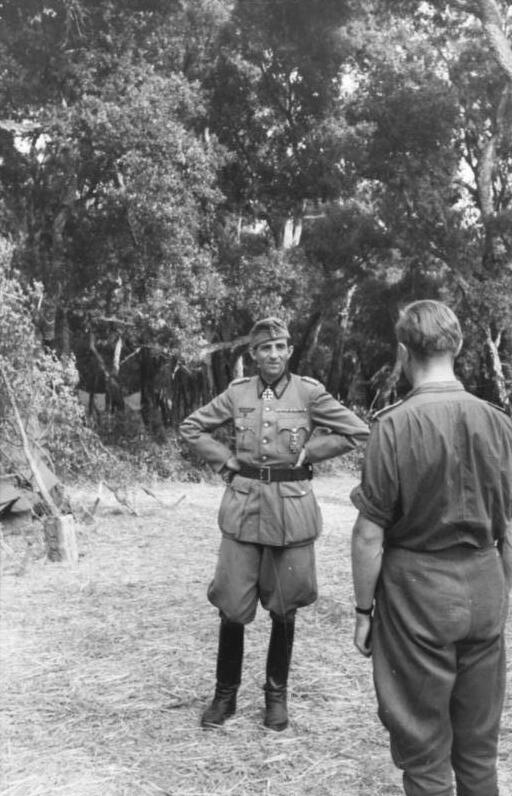
Il generale von Senger a colloquio con un soldato italiano, Sicilia, estate 1943

Il 22 giugno 1943 von Senger venne convocato all'Obersalzberg dove Hitler e il feldmaresciallo Wilhelm Keitel gli presentarono il nuovo compito da assolvere, ossia quello di assumere la responsabilità della difesa della Sicilia nella veste di ufficiale di collegamento con il comando della 6ª Armata italiana del generale Alfredo Guzzoni. Durante il colloquio von Senger ebbe modo di notare come l'incarico affidatogli non era del tutto chiaro, Hitler premette specialmente per sapere se sarebbe stato possibile difendere l'isola con le due divisioni tedesche senza l'appoggio italiano e se si poteva fare affidamento sul personale di terra della Luftwaffe. Dalle sue memorie emerge come durante questo incontro l'influenza e il fascino di Hitler, tanto decantati, su von Senger non fecero effetto («Detestavo troppo l'uomo che aveva portato solo sventure in patria») e come il successivo colloquio con l'aiutante di Keitel, generale Walter Warlimont gli chiarì subito che la difesa dell'isola sarebbe stata improbabile e che la cosa migliore da fare era organizzare fin da subito il trasferimento in massa di uomini e materiale sul continente.
Il giudizio di Warlimont quindi rettificava in parte gli ordini di Hitler e lo stesso Keitel confidò a von Senger che la descrizione della situazione in Sicilia - così come riferitagli dal generale Hans-Valentin Hube, distaccato in Italia - lo aveva convinto che la difesa dell'isola fosse impossibile.
Di diverso parere fu il feldmaresciallo Albert Kesselring con il quale von Senger andò a colloquio a Roma il 25 giugno. Kesselring era in parte più fiducioso; secondo von Senger il feldmaresciallo era ancora influenzato dalla debacle subita dagli Alleati a Dieppe l'anno precedente, e credeva che lo sbarco in Nordafrica fosse riuscito solo perché i difensori non avevano opposto resistenza. Ciò nonostante von Senger fu ben impressionato dall'atteggiamento di Kesselring nei confronti dell'alleato italiano; Kesselring si rendeva conto che i tedeschi non potevano combattere contemporaneamente contro gli Alleati ed eventualmente contro gli italiani se questi fossero venuti meno ai loro obblighi di alleati, così la politica di Kesselring di tenere in considerazione la sovranità italiana nelle decisioni sul campo fu accolta con favore da von Senger. Il giorno successivo von Senger e Kesselring si recarono al quartier generale di Guzzoni dove discussero sulla condotta da tenere nell'eventualità di uno sbarco; Guzzoni era cosciente che le divisioni costiere erano incapaci di assicurare una qualsiasi difesa, mentre attribuiva alle quattro divisioni italiane ("Livorno", "Napoli", "Assietta" e "Aosta") presenti in Sicilia il 25% del potenziale offensivo di una divisione Alleata, e questo valore saliva al 50 % per le divisioni tedesche (15ª Panzergrenadier e "Hermann Göring"). I comandanti tedeschi erano d'accordo su questo, ma i disaccordi vertevano sul fatto che Guzzoni pensava di concentrare la difesa nell'entroterra mentre gli esperti della marina tedesca volevano colpire gli invasori nel momento degli sbarchi.
Tedeschi e italiani non si accordarono su questo punto anche perché il problema più impellente per i tedeschi era la necessità di trovare i necessari autoveicoli per spostare le truppe nell'isola e per consentirgli di raggiungere rapidamente Messina quando l'isola sarebbe stata giudicata non più difendibile. Von Senger si espresse decisamente a sfavore della decisione di Kesselring di disporre la 15ª Panzergrenadier a ovest dell'isola e la "Hermann Göring" nei pressi di Caltagirone, secondo Kesselring e von Senger era necessario impedire che le forze dell'Asse fossero aggirate, ma al contrario del feldmaresciallo, von Senger giudicava la "Hermann Göring" incapace di poter ottemperare al compito più importante, cioè quello di difendere la parte orientale dell'isola, decisione tanto più contestabile per il fatto che la 15ª Panzergrenadier fu privata del gruppo Schmalz per sopperire alle mancanze della "Göring". In questo caso von Senger scriverà di trovarsi d'accordo col giudizio del generale Siegfried Westphal, allora capo di stato maggiore del gruppo d'armate sud, il quale affermò che questa decisione fu «motivata da considerazioni non già obiettive bensì di natura personale», infatti anche von Senger scrisse che «non si seppe mai se la faccenda fu motivata da un ordine diretto di Göring o se il feldmaresciallo Kesselring credeva di dover soddisfare in tal modo un desiderio del suo superiore diretto».
I timori di von Senger vennero confermati e la difesa ad oltranza dell'isola risultò impossibile, soprattutto a causa del controllo totale che gli Alleati avevano sul mare e nel cielo, dove peraltro le forze dell'Asse mancavano del tutto anche a causa, secondo von Senger, dell'atteggiamento e della tradizione del pensiero militare tedesco, basato quasi esclusivamente sulla guerra terrestre. Von Senger considerava gran parte della cerchia dirigente politica e militare tedesca in grado di ragionare solo in termini di operazioni terrestri, non già nelle tre dimensioni della guerra moderna, con conseguente sopravvalutazione delle difese costiere e sopravvalutazione delle difficoltà che l'avversario avrebbe incontrato. La superiorità degli Alleati convinse fin da subito von Senger e Guzzoni (i quali durante il periodo in Sicilia ebbero l'occasione di stringere buoni rapporti) che la lotta sarebbe servita solo a guadagnare tempo, così si impegnarono soprattutto a guidare le truppe piuttosto che a emanare ordini di mobilitazione per le forze mobili, ma nonostante tutto il 2 agosto le truppe dell'Asse passarono completamente sotto il comando del XIV Corpo corazzato tedesco di Hube. Così nello stesso momento in cui Guzzoni cessò la sua attività di comando cessò anche il ruolo di ufficiale di collegamento di von Senger che l'11 agosto si recò nuovamente a Roma da Kesselring per le nuove disposizioni. Il 12 agosto Frido von Senger tornò in Germania da dove sarebbe ripartito i primi di settembre per il suo nuovo incarico in qualità di comandante in capo di tutte le forze tedesche in Sardegna e in Corsica.

#### Comandante delle forze tedesche in Sardegna e Corsica
Il 7 settembre 1943 von Senger raggiunse in volo Ajaccio, da dove si recò subito al quartier generale del VII Corpo d'armata italiano a Corte per incontrare il generale Giovanni Magli. Il comandante italiano godeva della nomea di simpatizzante per i tedeschi, e Kesselring lo conosceva e lo stimava per questo fatto, tuttavia la precaria situazione politica dell'Italia rendeva la collaborazione tra i due eserciti incerta, e per questo von Senger era consapevole del fatto che la collaborazione di Magli poteva venir meno da un momento all'altro. Il generale tedesco aveva l'ordine di trasferire il presidio tedesco in Sardegna, rappresentato dalla 90ª Panzergrenadier, in Corsica, e difendere solo quest'ultima isola, così si mise subito all'opera per ottemperare agli ordini ma il giorno successivo il proclama Badoglio e la notizia della resa dell'Italia complicò fin da subito la sua permanenza sull'isola. Le forze italiane, corrispondenti a quattro divisioni, da quel momento erano diventate inutilizzabili per la difesa dell'isola, e anche se il generale Magli si offrì nei limiti del possibile di favorire l'afflusso di forze tedesche dalla Sardegna e contenere le bande armate francesi, von Senger si trovò a disposizione solo una brigata della divisione "Reichsführer-SS". Questa unità appena ricevette l'ordine "Achse" occupò la testa di ponte di Bonifacio per agevolare l'arrivo delle forze tedesche dalla Sardegna, così von Senger si trovò senza truppe ai suoi ordini e dovette compiere ogni sforzo per tenere a bada gli ex-alleati sull'isola che nel frattempo vennero impegnati in un violento scontro a fuoco con il piccolo presidio della marina tedesca a Bastia che tentò di occupare il porto con un colpo di mano improvviso. Nonostante le difficoltà, il trasbordo della 90ª Panzergrenadier fu completato il 12 settembre grazie ai buoni rapporti tra il generale tedesco Carl Hans Lungershausen e il generale Basso comandante delle forze italiane in Sardegna (che nel dopoguerra fu processato e assolto dall'accusa di aver favorito l'evacuazione tedesca deponendo le armi). Durante un colloquio con von Senger, Magli assicurò la completa neutralità della sua guarnigione, ma non avrebbe potuto sgomberare Bastia perché doveva assicurare un collegamento con il continente, così come non avrebbe potuto dare l'ordine di consegnare le armi perché gli italiani avrebbero dovuto continuare a difendersi dagli insorti francesi.
Dopo gli ultimi tentativi di trattative, il 13 settembre von Senger ordinò alla brigata Waffen-SS "Reichführer" di attaccare Bastia; la resistenza italiana fu spezzata la sera stessa, quando giunse da Berlino la direttiva di non difendere l'isola, di trasferire tutte le forze sul continente e di fucilare tutti gli ufficiali italiani che avessero combattuto contro i tedeschi dopo il 10 settembre. Von Senger organizzò rapidamente l'evacuazione dei trentamila uomini via aerea, ma comunicò a Kesselring che non avrebbe rispettato l'ordine di passare per le armi gli ufficiali italiani, e per salvargli la vita trasmise disposizioni per trasferire gli ufficiali sul continente, dove l'ordine di fucilazione non poteva essere ancora noto. Parallelamente Kesselring trasmise il rifiuto a Berlino ma non prese alcun provvedimento nei confronti di von Senger. Nei primi giorni le operazioni si svolsero nel migliore dei modi, ma a partire dal 20 settembre la morsa degli Alleati sull'isola si strinse e le forze aeree e marittime nemiche iniziarono a colpire sistematicamente i trasporti aerei, gli aeroporti di Ghisonaccia e Borgo Bastia e i mezzi navali che dal porto di Bastia trasportavano i materiali verso Livorno. Von Senger decise di consentire i trasferimenti solo di notte, e alle difficoltà via mare e cielo si aggiunsero le truppe francesi del generale Henri Giraud sbarcate ad Ajaccio, che assieme agli insorti corsi iniziarono ad attaccare il perimetro difensivo tedesco attorno a Bastia. Nonostante le difficoltà e le inevitabili perdite, von Senger alle 23:00 si imbarcò su una delle ultime chiatte e nella notte tra il 4 e il 5 ottobre l'operazione di evacuazione poté dirsi conclusa. Il generale arrivò a Livorno la mattina del 5 ottobre, l'11 ottobre si recò a colloquio con Kesselring dove apprese che gli Alleati erano riusciti a entrare a Napoli e si apprestavano a procedere verso Roma. Il giorno seguente von Senger partì per la Germania dove per il momento non lo aspettavano ulteriori compiti operativi.

#### Col XIV Corpo corazzato a Montecassino
L'8 novembre 1943 von Senger assunse il comando del XIV. Panzerkorps, e allo stesso tempo anche quello dell'importante settore del fronte terrestre in Italia, quello occidentale, sul territorio corrispondente per estensione a quello assegnato alla 5ª Armata americana del generale Mark Clark che stava combattendo per risalire la penisola sul lato tirrenico. Fin dal suo arrivo in Italia von Senger dovette affrontare diversi problemi, tra i quali la scarsità di truppe di riserva, il logorio di quelle in prima linea e soprattutto le carenze del servizio informazioni tedesco, che impossibilitato ad effettuare ricognizioni aeree a causa del dominio incontrastato Alleato dei cieli italiani, non riuscì praticamente mai a stendere resoconti dettagliati sul dispiegamento e sulle forze Alleate che si apprestavano ad assaltare Cassino. Come lo stesso generale ricorderà nelle sue memorie, von Senger effettuò personalmente molte ricognizioni lungo gli apprestamenti difensivi di prima e seconda linea della Gustav, sia nel breve periodo di relativa quiete in cui le truppe tedesche contrastarono l'avanzata alleata sulla più meridionale linea Bernhardt, sia durante gli intensi combattimenti che coinvolgevano direttamente il fronte di Cassino. Ciò consentì al generale di farsi un'idea su come preparare un'efficace difesa, e allo stesso tempo gli permise di rendersi conto che la direttrice d'attacco verso il bacino di Atina era quella più debole perché avrebbe visto la 5ª Divisione da montagna tedesca, appena arrivata dalla Russia, battersi contro le esperte e tenaci truppe coloniali del corpo di spedizione francese. La 5ª Divisione ebbe grossi problemi ad ambientarsi nell'aspro clima montano del centro Italia, inoltre non poteva ancora contare su apprestamenti difensivi definiti ed era affiancata da una formazione di scarso valore, la 44ª Divisione "Vienna". Cosciente di queste criticità von Senger poté prendere i dovuti accorgimenti che consentirono ai tedeschi di resistere durante il primo assalto alla Gustav nei mesi di gennaio e febbraio 1944.
Von Senger diede disposizioni per sistemare la linea di resistenza del settore di Atina e i capisaldi distanti tra loro vennero collegati per offrire maggiore possibilità di difesa, ma la decisione più importante di von Senger fu quella di puntellare i settori critici del fronte con le esperte truppe provenienti dalla 90ª e dalla 29ª Divisione panzergrenadier appartenenti alla riserva strategica ed inviate da Kesselring. Il 22 gennaio gli Alleati sbarcarono ad Anzio e la 29ª panzergrenadier venne trasferita sul nuovo fronte di combattimento, e in questa occasione von Senger discusse con Kesselring sull'opportunità di ritirarsi a tergo della testa di ponte di Anzio, nel tentativo di unire le due armate tedesche (la 10ª Armata di von Vietinghoff lungo la Gustav e la 14ª di von Mackensen a sud di Roma) consentendo un notevole risparmio di truppe. Von Senger infatti dubitava che il fronte avrebbe retto in occasione di una nuova offensiva di grossa portata, ma Kesselring, ligio alla tattica di resistere ad oltranza, negò tale opzione ed ebbe ragione perché riuscì a bloccare gli Alleati a Cassino guadagnando mesi preziosi. Il 25 gli Alleati rinnovarono l'attacco a Cassino, e, nonostante l'impegno, anche la 5ª Armata ora non disponeva più di riserve per rinnovare gli attacchi, e il tentativo di sfondamento ebbe fine. La prima battaglia di Cassino era finita e i tedeschi riuscirono a difendere il settore.
Il successo difensivo, secondo von Senger, fu merito anche dei gravi errori compiuti dagli Alleati, i quali tentarono di sfondare su più punti in momenti diversi, disperdendo le proprie forze e permettendo alle truppe motorizzate tedesche di spostarsi per rinforzare i punti attaccati. All'iniziale attacco del X Corpo britannico contro l'ala destra del XIV Panzerkorps seguirono due attacchi scaglionati del II Corpo americano, ma fallito l'attacco del X Corpo che tentava di prendere d'infilata da sud i tedeschi, i successivi attacchi Alleati al centro e a nord rimasero svuotati del loro scopo originale e pertanto raggiunsero solo limitati successi tattici. Certamente però l'attacco della 5ª Armata riuscì a distogliere truppe tedesche a sud di Roma permettendo un facile sbarco ad Anzio, tuttavia Cassino era costata troppo sangue agli Alleati perché questi continuassero i loro attacchi e allo stesso tempo il VI Corpo ad Anzio non raggiunse lo scopo di far ripiegare i tedeschi dalla Gustav e tagliare loro la strada della ritirata dando ragione alla strategia adottata da Kesselring..

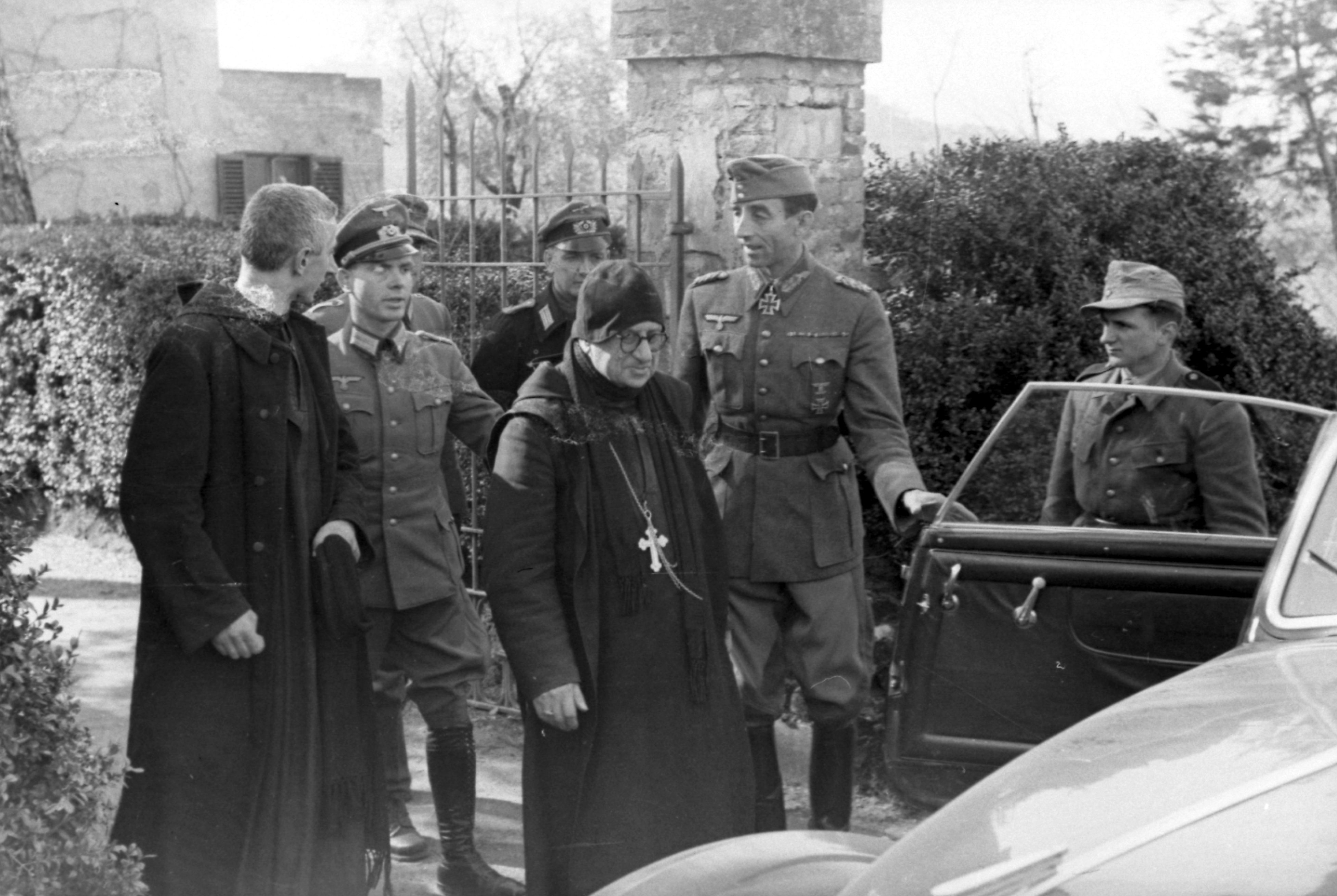
Von Senger mentre accompagna l'abate di Montecassino Gregorio Diamare sulla vettura che condurrà il religioso a Roma

Il 15 febbraio gli Alleati bombardarono la secolare Abbazia di Montecassino consentendo ai tedeschi di utilizzarne le rovine per stabilire nuove e salde postazioni difensive, e un mese dopo scatenarono una seconda offensiva contro la città di Cassino che si risolse con un nuovo fallimento. In questa occasione salirono alla ribalta i paracadutisti tedeschi della 1ª Divisione Fallschirmjäger del generale Richard Heidrich, che avevano dato il cambio alla 90ª Divisione panzergrenadier. Lo spirito combattivo dei paracadutisti superò le aspettative e impressionò lo stesso von Senger, il quale nel suo libro di memorie elogiò grandemente lo spirito di iniziativa, la tempra e il coraggio di questi uomini, definiti come «i combattenti più duri delle forze armate tedesche». L'accanita resistenza dei tedeschi permise agli Alleati di avanzare di soli 15 chilometri in tre mesi di combattimenti, e questi successi difensivi vennero utilizzati a fini propagandistici dai tedeschi per alimentare l'ottimismo della popolazione. Ma von Senger sapeva bene che gli Alleati disponevano di enormi quantità di uomini e materiali, e soprattutto potevano contare sulla supremazia aerea che gli permetteva di osservare costantemente le retrovie tedesche e dirigere di conseguenza il tiro delle artiglierie. Von Senger era ben consapevole che questi successi erano solamente passeggeri, e nel momento in cui gli Alleati fossero riusciti a risolvere la stasi operativa passando alla guerra di movimento, le riserve mobili tedesche non avrebbero potuto colmare i vuoti, soprattutto a causa del fatto che proprio a causa della supremazia aerea alleata gli spostamenti tedeschi potevano avvenire solo di notte. Von Senger attribuì parte dei successi tedeschi al fatto che curò in prima persona il morale dei soldati, e creò un sistema di accorgimenti atti a concentrare nelle sue mani la condotta delle operazioni su tutto il settore di combattimento. La sua conoscenza del terreno accumulata durante le sue continue visite al fronte, gli consentì di adeguare costantemente la disposizione delle unità alle mutevoli condizioni della lotta, facendo di volta in volta massa nei punti critici. Secondo von Senger l'arte del comando sotto il regime nazista fu influenzata dal fatto che i capi militari di tradizione prussiana, che si erano resi conto dell'inevitabile disfatta ed erano portati ad esprimere giudizi indipendenti, furono inesorabilmente sostituiti da generali incondizionatamente fedeli al Führer, i quali soventemente scavalcavano i comandi dipendenti durante il combattimento, venendo in tal modo meno al fondamentale principio del comando per infondere agli uomini la fiducia riposta nel regime. Nacque così una nuova figura di comandante che interveniva direttamente nell'azione, la cui gloria era tanto maggiore quanto si spingeva avanti durante le fasi cruciali della battaglia, che influenzò anche i generali più capaci e spassionati nei confronti del regime. Questo modus operandi aveva certamente un ottimo influsso morale sulle truppe, ma rendeva difficile comunicare con i comandanti e spesso toglieva ad essi una visione globale della battaglia, e in tal modo i vari stati maggiori assumevano spesso il ruolo di vero comandante. Tutto ciò secondo von Senger provocò un inevitabile calo di capacità combattiva a livello di comando, e von Senger stesso arrivò a dire che: «Essere un capo nell'esercito di Hitler non dava soddisfazioni. Personalmente non ero affatto convinto che fosse un segno di intima forza quello di credere in ogni situazione con incrollabile ottimismo alla "vittoria finale"».
Dopo la seconda battaglia di Cassino subentrò una certa calma al fronte e il 17 aprile von Senger cedette temporaneamente il comando del XIV Corpo ad un comandante interinale per recarsi al quartier generale del Führer, dove avrebbe ricevuto la Croce di Ferro con fronde di quercia. In questo suo incontro con Hitler, il generale von Senger riportò un'impressione decisamente negativa dell'uomo che aveva portato la Germania alla guerra; «fece un'impressione addirittura penosa» scrisse, e quindi riportò nelle sue memorie: «il corpo sgraziato con il collo corto appariva così ancora meno marziale del solito. La pelle flaccida, grigiastra, come quella di un uomo che aveva vegliato a lungo. I grandi occhi azzurri, che, effettivamente, sembrava affascinassero molta gente, erano appannati [...] La stretta di mano sembrava quella di un mollusco. Il braccio sinistro, percorso da continui tremiti, pendeva inerte». Terminata la cerimonia von Senger e gli altri ufficiali presenti furono costretti a partecipare al "corso ideologico", terminato il quale von Senger partì per la licenza.
Nel frattempo però, mentre von Senger e altri ufficiali comandanti sul fronte di Cassino erano lontani dall'Italia, l'11 maggio gli Alleati sferrarono a sorpresa la loro offensiva decisiva, cogliendo impreparati i tedeschi. Von Senger arrivò al fronte il 17, quando ormai l'avversario aveva sfondato a nord di Itri. Il giorno successivo von Senger fu costretto ad ammettere a Kesselring che il fronte non lamentava, come al solito, una piccola falla, ma era stato ampiamente sfondato. L'unica cosa da fare era impedire che forze consistenti venissero tagliate fuori da un attacco lanciato dal nemico dalla testa di ponte di Anzio, predisponendo un attento ripiegamento a scaglioni, attestandosi su una successiva serie di linee di resistenza. Ma al momento dell'attacco i comandanti del XIV e del LI Corpo non conoscevano il fronte, così mentre il XIV Panzerkorps combatteva a sud del Liri, il LI Corpo tedesco era saldamente attestato a nord del fiume, e la ritirata combattuta sulla "linea Senger" non poté essere effettuata perché la scarsa coesione tra le due unità rischiava di creare un varco che avrebbe permesso agli alleati di distruggere entrambi i corpi e di conseguenza la 10ª Armata. Inoltre la 15ª Panzergrenadier, prima dell'attacco, era stata distribuita in modo non uniforme lungo tutte le retrovie del fronte, così non poté fare nulla per arginare le falle lungo il fronte. Lo sfondamento Alleato a Cassino e Anzio rischiò tagliare la via di ripiegamento della 10ª Armata presso Valmontone, e il 26 maggio von Senger propose a von Vietinghoff di togliere rapidamente dal fronte le divisioni mobili per impegnarle a protezione del profondo fianco destro dove le truppe del II Corpo americano si erano congiunte con quelle del VI Corpo ad Anzio. Von Senger ricevette libertà d'azione solo il 3 giugno, quando ormai le truppe di Clark si apprestavano ad entrare a Roma, ma riuscì ugualmente a far ripiegare i suoi uomini lungo la rotabile per Subiaco, mantenendo il contatto con il LI Corpo e allo stesso tempo difendendosi dagli Alleati.
A questo punto il XIV venne sganciato dal resto dell'armata per raggiungere Tivoli dove ricevette l'ordine di impedire agli Alleati di attraversare il Tevere per proteggere il fianco di von Vietinghoff, presidiando tutti i ponti lungo il fiume, in una sorta di "corsa" di 200 chilometri fino ad Orvieto con la 5ª Armata che tentava di aggirare la 10ª in ritirata. Le premesse di questo inseguimento effettuato dagli Alleati erano ottime; l'attaccante era piombato alle spalle del difensore con uno sbarco dietro le linee nemiche, che avrebbe consentito un enorme vantaggio. Ma questo inseguimento "scavalcante" venne meno quando il XIV Corpo di von Senger frustrò i tentativi americani di aggiramento, costringendo gli Alleati a passare ad un inseguimento frontale che le forze mobili tedesche poterono facilmente gestire, fino a quando i tentativi Alleati vennero meno consentendo alle forze di von Senger di attestarsi lungo il fiume Arno.
Secondo lo stesso von Senger gli Alleati si lasciarono scappare un'ottima occasione per annientare la 10ª Armata tedesca, e nel suo libro di memorie affermò che l'avversario in quel momento del conflitto non si era ancora reso perfettamente conto delle possibilità offerte dalle operazioni di sbarco. Gli anglo-americani potevano sbarcare in qualsiasi momento, e in qualsiasi punto della costa, potendo contare su una totale supremazia aerea e navale; tuttavia i comandi alleati consideravano la copertura dei caccia indispensabile, e per questo vollero operare sempre entro il raggio d'azione degli aerei. Secondo von Senger probabilmente uno sbarco in Sardegna o Corsica, anziché a Salerno, avrebbe risparmiato alle forze alleate almeno un anno di sanguinosi scontri, considerando che uno sbarco a Livorno o in Liguria dalle basi delle isole avrebbe garantito una fine più rapida della campagna d'Italia.

#### Dalla Gotica alla resa
Fu uno dei generali che si opposero all'ideologia nazista, ma non venne mai implicato nel complotto del 20 luglio 1944 per uccidere Adolf Hitler. Ad ogni modo, il suo evidente antinazismo lo rese inviso all'alto comando tedesco dopo la conquista alleata di Cassino.

### Il dopoguerra
Al termine della guerra von Senger passò attraverso diversi campi di prigionia britannici in Italia e alla fine raggiunse quello per generali a Bridgend, dove venne trattenuto per tre anni. Nel campo constatò che i prigionieri venivano divisi in tre gruppi senza distinzione di grado: il primo composto da coloro che ammettevano la sconfitta ed erano desiderosi di rompere con il passato, accettandone le conseguenze e le loro responsabilità; al secondo appartenevano gli ufficiali che per anni avevano riposto la loro fiducia nel regime e si dicevano all'oscuro degli orrori perpetrati dal nazismo, ma approvavano ora il giudizio critico; mentre al terzo gruppo appartenevano coloro che si rifiutavano di riconoscere i loro crimini e pensavano che accettare il biasimo significasse favorire in modo poco dignitoso i loro carcerieri. Von Senger era stato annoverato nel primo gruppo, ma era il secondo che includeva la maggior parte degli ufficiali.
Venne rilasciato dalla prigionia nel maggio 1948, e successivamente grazie all'influenza dell'amico Kurt Hahn, venne nominato professore a Salem, in una scuola pubblica vicino al lago di Costanza. Negli anni cinquanta von Senger venne sempre più coinvolto nell'attività giornalistica in qualità di corrispondente militare del servizio di radiodiffusione Südwestfunk e del quotidiano Deutsche Zeitung. Seguì il riarmo tedesco in ambito NATO, non senza critiche incisive, e a partire dal 1952 prestò servizio in un comitato segreto sotto il governo Adenauer interessato a stabilire le regole per la nuova Bundeswehr, riportate in un documento conosciuto ora come Himmeroder Denkschrift (rapporto Himmeroder). In qualità di membro della commissione ebbe il compito di impedire a molti ufficiali, già contaminati dall'influenza di Hitler, di entrare a far parte del nuovo esercito.
Dopo la guerra si dedicò alla stesura delle proprie memorie, e alla composizione di testi di teoria militare. Nel 1960 prese parte ad una discussione radiofonica della BBC sui fatti della battaglia di Montecassino, affiancato da Desmond Costello, che si trovava nel team di intelligence del generale Bernard Freyberg. Fridolin von Senger und Etterlin morì a Friburgo in Brisgovia nel 1963, lasciando la moglie e il figlio Ferdinand che aveva servito nella Wehrmacht e che nel dopoguerra entrò nella Bundeswehr e pubblicò diversi scritti di carattere militare.